# NGC 2100
NGC 2100は、銀河系の伴銀河である大マゼラン雲内にある散開星団である。寿命は1000万年から1億年と測定されており、最終的には他の天体との重力相互作用により消散すると考えられている。ほぼ球形であるため、しばしば球状星団と混同される。